# Eovolutinidae
Eovolutinidae es una familia de foraminíferos bentónicos de la Superfamilia Parathuramminoidea, del Suborden Fusulinina y del Orden Fusulinida. Su rango cronoestratigráfico abarca desde el Pridoliense (Silúrico superior) hasta el Fameniense (Devónico superior).

## Discusión
Clasificaciones más recientes incluirían Eovolutinidae en el Suborden Parathuramminina, del Orden Parathuramminida, de la Subclase Afusulinina y de la Clase Fusulinata.

## Clasificación
Eovolutinidae incluye a los siguientes géneros:
- Cribrohemisphaeroides †
- Eovolutina †

Otro género considerado en Eovolutinidae es:
- Maclayina †, aceptado como Eovolutina